# Telenor India
A Telenor India Communications Private Limited, korábban Uninor, egy mobilszolgáltató volt. A cég a norvég Telenor Csoport 100%-os tulajdonában lévő leányvállalat volt. 
2017 februárjában a Telenor Csoport bejelentette, hogy az indiai üzletágat összevonja a Bharti Airtellel egy készpénzmentes ügylet keretében, amelyben az Airtel köteles átvenni az 1650 milliárd ₹ értékű fizetést.

## Története

### Alapok és a fejlődés

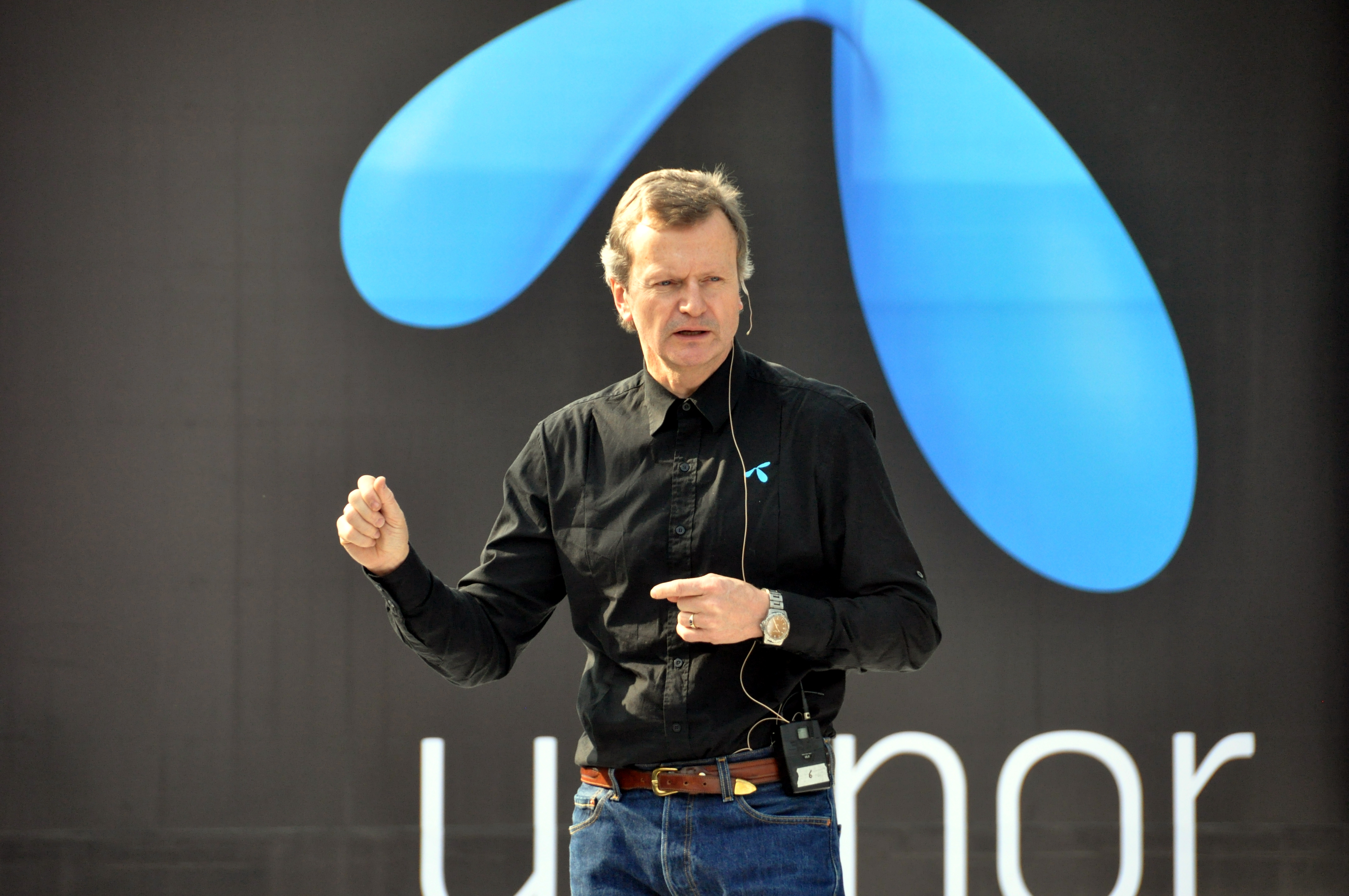
A Telenor vezérigazgatója, Jon Fredrik Baksaas 2009-ben indította útjára az Uninort

Az Unitech Wireless Limited céget 2008-ban jegyezték be  Ezt követően az Unitech Csoport és a Telenor Csoport között létrejött egy vegyesvállalat, amelyben a Telenor 61,35 milliárd ₹ új tőkebefektetést fektet be az Unitech Wirelessbe, hogy megszerezze a vállalat többségi részesedését.
2007 szeptemberében az Unitech Wireless bejelentette az új márkanevét az Uninort.

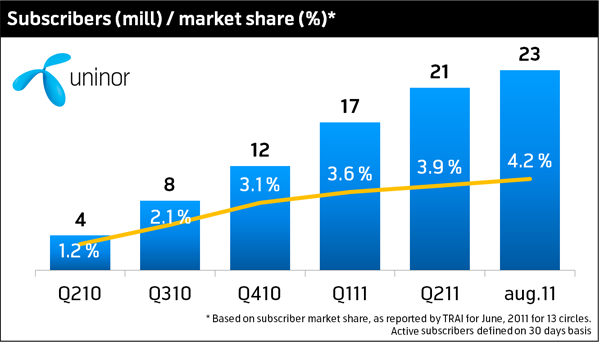

### Licenctörlések
2012. február 2-án az Indiai Legfelsőbb Bíróság 22 mobilszolgáltató, köztük az Uninor 122 licencét törölte. 2012 júliusában az Uninor úgy döntött, hogy fokozatosan csökkenti a működését 4 területen – Karnatakában, Keralában, Orisszában és Tamil Naduban. 
Az Uninor végül leállította a szolgáltatásokat ezen a négy területen. A 2012-es aukción az Uninor 6 államban nyert vissza licenceket.

### Az Unitech kilépése és márkaváltás
Az Uninor licenceinek visszavonását követően az Unitech és a Telenor vitába keveredett.
2012 októberében a két cég megállapodást írt alá, amelynek értelmében az Unitech kilépett a vegyes vállalatból.
2015. szeptember 23-án az Uninor bejelentette, hogy Telenor India névre kereszteli át magát. A Telenor Csoport 100 millió ₹-t költött a márkaváltásra.  

### Eladás a Bharti Airtelnek
2017. január 2-án a The Economic Times arról számolt be, hogy a Bharti Airtel tárgyalásokat kezdett a Telenor Indiával.
2017. február 23-án az Airtel bejelentette, hogy végleges megállapodást kötött a Telenor megvásárlásáról.  Az ügylet részeként az Airtel megvásárolja a Telenor India eszközeit és ügyfeleit mind a hét telekommunikációs területen. 
2017 júniusában a Bharti Airtel megkapta a hatósági jóváhagyást a CCI-től, a SEBI-től és a tőzsdéktől Az ügyletet a National Company Law Tribunal (NCLT) 2017 augusztusában hagyta jóvá

## Előfizetői bázis

Telenor Csoport

A Telenor India előfizetői bázisa India-szerte összesen 41,91 millió fő volt 2017 decemberében.

## Fordítás
Ez a szócikk részben vagy egészben  a   Telenor India című angol Wikipédia-szócikk ezen változatának fordításán alapul.  Az eredeti cikk szerkesztőit annak laptörténete sorolja fel. Ez a jelzés csupán a megfogalmazás eredetét és a szerzői jogokat jelzi, nem szolgál a cikkben szereplő információk forrásmegjelöléseként.

## Kapcsolódó szócikk
- Telenor Csoport